# Alessandro Guiccioli
Alessandro Guiccioli (Venezia, 5 marzo 1843 – Roma, 3 ottobre 1922) è stato un diplomatico e politico italiano, che ha ricoperto la carica di sindaco di Roma negli anni 1888-1889.

## Biografia
Figlio del senatore ravennate Ignazio (1806-1879) e della romana marchesa Faustina Capranica (1818-1909), dopo aver frequentato le scuole a Venezia si trasferì a Bologna per seguire i corsi in giurisprudenza, laureandosi nel 1864, perfezionando contemporaneamente le lingue straniere, tanto che al suo ingresso nella carriera diplomatica, nel 1866, aveva una perfetta conoscenza di francese, inglese e tedesco.
Dopo alcuni incarichi all'estero fu richiamato in Italia dove ricoprì l'incarico di segretario particolare del allora ministro Menabrea. Nel settembre 1870 accompagnò Gustavo Ponza di San Martino che portava a Pio IX la lettera di Vittorio Emanuele II che lo avvisava dell'ingresso dei soldati italiani nello Stato pontificio. Poco dopo fu nominato addetto diplomatico presso il generale Cadorna. Con questo ruolo entrò a Roma già nelle prime ore del 20 settembre.
In seguito proseguì la sua carriera diplomatica nel ministero degli Esteri. Nel 1874, lasciando la carriera diplomatica, si candidò alle elezioni politiche della XII legislatura, risultando eletto deputato, carica confermata anche nella XIII e XIV legislatura.
Dopo la mancata rielezione nel 1882 decise di dedicarsi alla politica di Roma, ove fu più volte eletto consigliere comunale e divenne nel 1887 assessore alla Pubblica Istruzione. Nel 1888, con la destituzione di Leopoldo Torlonia da Crispi per avere mandato gli auguri del nuovo anno al papa Leone XIII da parte del consiglio comunale, fu nominato facente funzione di sindaco dallo stesso Crispi e fu eletto sindaco di Roma nell'ottobre del 1888, rimanendo in carica fino al novembre 1889, quando gli successe Augusto Armellini. Durante il suo mandato furono inaugurati il monumento a Giordano Bruno in Campo de' Fiori e il Palazzo di Giustizia.
Dal 1890 fu nella carriera prefettizia ricoprendo la carica di prefetto a Firenze (12 giugno 1890-12 marzo 1893), Roma (28 agosto 1894-9 aprile 1896) e Torino (20 marzo 1898-9 giugno 1904).
Nel 1900 fu nominato senatore del Regno d'Italia.
Dopo il 1904 riprese la carriera diplomatica, e il ministro degli Esteri Tommaso Tittoni, che gli era amico, lo inviò come ministro plenipotenziario a Belgrado, dove rimase fino al 1908; nello stesso anno divenne ministro plenipotenziario a Tokio. A causa di un cattivo stato di salute alla fine del 1915 fu messo a disposizione e all'inizio del 1917 fu collocato a riposo.
La moglie fu la contessa Olga Helene von Benckendorff (Stoccarda, 11 ottobre 1857 – Roma, 26 gennaio 1926).

## Opere
- Il Diario di un Conservatore, Il Borghese editore, Milano, 1973
- Diari e memorie Alessandro Guiccioli : I Guiccioli (1796-1848): memorie di una famiglia patrizia, Nicola Zanichelli editore, 1934